# Maurice Le Roux
Maurice Le Roux (Paris, 6 de fevereiro de 1923 — Avignon, 19 de outubro de 1992) foi um compositor e maestro francês.